# Baseodiscus delineatus
Baseodiscus delineatus  (лат.) — вид невооружённых немертин из семейства Valenciniidae. Ареал вида — один из самых обширных среди немертин: представители распространены от литорали до глубин более 50 м в тропических и субтропических водах обоих полушарий, проникая также в умеренные широты. Встречаются под камнями на песчаном и заиленном грунте, в трещинах скал, сплетениях корневищ морских трав и ризоидов водорослей, а также среди кораллов, губок и других организмов-обрастателей.

## Внешний вид
Крупные немертины, длина которых может превышать 60 см. Общий тон тела — бледно-жёлтый, на спинной и на брюшной сторонах расположены до 10—15 узких продольных полос тёмного цвета, прерывистых и нерегулярно анастомозирующих. Голова довольно чётко отграничена от туловища перетяжкой, сразу после которой на брюшной стороне расположено ротовое отверстие. Многочисленные глаза упорядочены в неплотный ряд по бокам головы, а ближе к заднему краю головы распространяются медиально, образуя две крупные дорсолатеральные группы.

## Иллюстрации

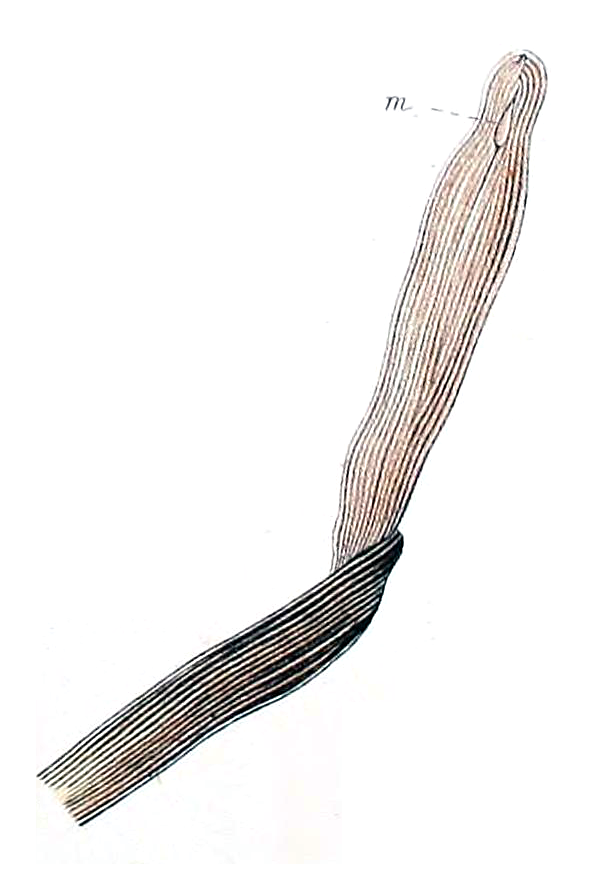